# Danmarks Faste Repræsentation ved NATO
Danmarks Faste Repræsentation ved NATO er Danmarks diplomatiske mission ved forsvarssamarbejdet NATOs hovedkvarter i Bruxelles, Belgien.
Modsat andre ambassader og repræsentationer adskiller NATO-repræsentationen ved at være delt i to. DANATO, der er Danmarks politiske repræsentation i NATO og DAMIREP, der er Danmarks militære repræsentation i NATO. Mens den politiske del ledes af ambassadør Lone Dencker Wisborg ledes DAMIREP af viceadmiral Frank Trojahn. Ambassadøren er chef for repræsentationen og samtidig Danmarks Faste Repræsentant i Det Nordatlantiske Råd.
Medarbejderne på repræsentationen er udsendt fra Udenrigsministeriet, Forsvarsministeriet og Værnsfælles Forsvarskommando samt lokalt ansatte.